# المجلة الأوروبية للتغذية الطبية
المجلة الأوروبية للتغذية الطبية هي مجلة طبية شهرية مُراجعة الأقران تغطي علوم التغذية وتنشرها مجموعة نيتشر للنشر. تأسست المجلة في عام 1947 على يد جون ووترلو باسم مجلة التغذية ثم أُعيد تسميتها لمجلة التغذية البشرية في عام 1976. وفي عام 1982 تغير اسمها إلى مجلة التغذية البشرية وقسمت المجلة إلى قسمين: التغذية البشرية: التغذية التطبيقية والتغذية البشرية: التغذية التطبيقية. ودُمج هذين القسمين مرة أخرى في عام 1988 حيث حصلت المجلة على اسمها الحالي. المحررون الرئيسيون هم مانفريد ج. مولر من جامعة كيل وماريو ج. سواريس من جامعة كيرتن.

## التلخيص والفهرسة
- معاينات بيوسيز BIOSIS [7]
- ملخصات كاب CAB [8]
- ملخصات CINAHL[9]
- المحتويات الحالية / الطب السريري[7]
- المحتويات الحالية / علوم الحياة[7]
- قاعدة بيانات السيفير/ الوعي الحالي في العلوم البيولوجية
- امباسي / اكستربتا ميديكا[10]
- مدلاين / ببمد[11]
- مؤشر الاقتباس العلمي[7]
- سكوبس[12]

- وفقًا لتقارير الاستشهاد بالمجلات الأكاديمية، حصلت المجلة عامل تأثير لعام 2016 قدره 3.057.[13]

## روابط خارجية
- الموقع الرسمي